# Туркменская инициатива по правам человека
Туркменская инициатива по правам человека (туркм. Adam hukuklary boýunça Türkmen inisiatiwasyň neşiri, ТИПЧ) — общественная правозащитная организация Туркменистана, находящаяся в эмиграции. Её возглавляет Фарид Тухбатуллин.
Осуждает действия текущего правительства Туркменистана. Публиковала информацию по таким вопросам, как условия содержания в тюрьмах, обращение с этническими меньшинствами, свобода объединений, детский труд и система образования, а также представляла отчёты о правах человека межправительственным организациям, международным организациям, СМИ и международным правозащитным организациям.
Туркменские власти неоднократно пытались заставить эту организацию приостановить свою деятельность и установить личность корреспондентов Фарида Тухбатуллина, а также преследовали и запугивали его родственников в Туркменистане.

## История
В июле 2002 года в Ашхабаде возникла «Хельсинкская группа Туркменистана». Она была вынуждена работать в подполье. Тем не менее, члены группы постоянно подвергались преследованию и репрессиям со стороны туркменских спецслужб, и со временем были вынуждены покинуть страну.
17 ноября 2004 года в Вене (Австрия) была официально зарегистрирована независимая общественная организация «Туркменская инициатива по правам человека» (ТИПЧ), которая является преемником «Хельсинкской группы Туркменистана».
С начала 2004 года мониторинг осуществляется при поддержке Фондов «Открытое Общество». Деятельность ТИПЧ также поддерживают Национальный фонд демократии, Норвежский Хельсинкский комитет, Front Line Defenders. Материалы, полученные в ходе мониторинга, рассылались в различные комитеты ООН, Европейского союза, ОБСЕ, во многие международные правозащитные организации и в СМИ. На основе этих материалов были подготовлены доклады ТИПЧ: «О свободе объединений в Туркменистане», «Образование в Туркменистане», «Национальные меньшинства в Туркменистане: образование, культура, социальная сфера», «О состоянии свободы средств массовой информации, права на свободу слова и права на доступ к информации в Туркменистане», «Туркменистан. Реформа системы образования», "Права человека в «Эпоху великого возрождения Туркменистана». Совместно с Международной федерацией за права человека были подготовлены альтернативные доклады для Комитета ООН по ликвидации расовой дискриминации и Комитета ООН по правам ребёнка. Совместно со Всемирной организацией против пыток и Международной федерацией за права человека были подготовлены два доклада по процедуре Универсального периодического обзора.
В апреле 2008 года туркменский дипломат «рекомендовал» Фариду Тухбатуллину либо «полностью прекратить его деятельность», либо «смягчить» критику властей в адрес его группы.
Фарид Тухбатуллин считает, что его интервью на русском языке об оценке группой ситуации с правами человека в Туркменистане, которое транслировалось по спутниковому телеканалу «К-плюс» 28 и 29 сентября, могло вызвать гнев властей и спровоцировать угрозу. Телеканал вещает на Среднюю Азию, и это интервью предоставило жителям Туркменистана редкую возможность получить информацию о ситуации с правами человека в своей стране из неправительственного источника.
30 сентября 2010 года президент Туркменистана Гурбангулы Бердымухамедов выступил перед сотрудниками министерства безопасности с речью по случаю 19-летия министерства и призвал их бороться с теми, кто «порочат наше демократическое правовое светское государство и пытаются разрушить единство и солидарность нашего общества». Впоследствии примерно на неделю сайт ТИПЧ был отключён от атаки неизвестных хакеров, и большая часть контента не могла отображаться. Тогда группа переместила сайт с московского хоста на другой зарубежный, и доступ к сайту был восстановлен.
9 октября 2010 года активист гражданского общества впервые предупредил Фарида Тухбатуллина о предполагаемом плане «выследить его», о котором он слышал «из конфиденциальных источников». Обеспокоенность усилилась, когда 11 октября другой источник представил дополнительные детали плана и конфиденциально объяснил, как была получена информация.
В марте 2016 года руководитель организации Фарид Тухбатуллин выступил в Европейском парламенте перед европейскими парламентариями, экспертами и представителями правозащитных организаций. В выступлениях были отражены большие проблемы в сфере политики, экономики, прав человека и в социальной сфере, которые испытывает Туркменистан.
9 июля 2018 года представители организации провели брифинг для членов Комитета ООН по ликвидации дискриминации в отношении женщин и дали рекомендации, которые были использованы членами комитета ООН во время встречи с официальной делегацией туркменского правительства. Также правозащитная организация представила свой альтернативный доклад.
В октябре 2020 года совместно с Human Rights Watch «Туркменская инициатива по правам человека» отметило бездействие властей в ответ на последствия пандемии COVID-19 и продолжающийся с 2016 года продовольственный кризис.
22 марта 2021 года вместе с turkmen.news опубликовала расследование по принудительному труду и коррупцией в Туркменистане во время уборки хлопка.

## Сотрудничество
Организация активно сотрудничает с Human Rights Watch, Amnesty International, International League for Human Rights, «Memorial» Human Rights Center, Форум 18, Всемирной организацией против пыток, Международной федерацией за права человека, Центром экстремальной журналистики, Front Line, Международным партнёрством по правам человека и рядом других международных правозащитных организаций.

## «Хроника Туркменистана»
Информационное агентство «Хроника Туркменистана» было создано в сентябре 2006 года как информационный ресурс Туркменской инициативы по правам человека. Сайт «Хроники Туркменистана» публикует альтернативную информацию, получаемую от независимых корреспондентов в Туркменистане и фактически функционирует как независимое неправительственное общественно-информационное агентство. Согласно заявлению агентства, его главная задача предоставлять читателям альтернативные официальным туркменским СМИ данные, а также информацию, о которой в Туркменистане предпочитают не сообщать. Главным редактором сайта является Фарид Тухбатуллин.